# How to Die Alone
How to Die Alone (Como morir sola en Hispanoamérica) es una serie de televisión web estadounidense de comedia creada y protagonizada por Natasha Rothwell para Hulu. La serie sigue a una mujer que nunca ha estado enamorada, y decide cambiar su vida después de una experiencia cercana a la muerte. Conrad Ricamora, Jocko Sims y KeiLyn Durrel Jones también la protagonizan. Se estrenó en Hulu el 13 de septiembre de 2024.

## Argumento
«Mel, una empleada del Aeropuerto Internacional John F. Kennedy pobre, gorda y negra que nunca se ha enamorado y ha olvidado cómo soñar, hasta que un roce accidental con la muerte la catapulta en un viaje para finalmente alzar el vuelo y empezar a vivir por cualquier medio necesario».

## Elenco y personajes

### Principales
- Natasha Rothwell como Melissa: También conocida como «Mel» [2]
- Conrad Ricamora como Rory: El mejor amigo de Mel[2]
- Jocko Sims como Alex: El ex de Mel[2]
- KeiLyn Durrel Jones como Terrance: El compañero de trabajo de Mel[2]

### Invitados
- Bashir Salahuddin como Brian: El hermano mayor de Mel[1]

## Episodios
| N.º | Título               | Dirigido por     | Escrito por          | Fecha de lanzamiento original |
| --- | -------------------- | ---------------- | -------------------- | ----------------------------- |
| 1   | «Stop Living»        | Jude Weng        | Natasha Rothwell     | 13 de septiembre de 2024      |
| 2   | «Lie And Deny»       | Renuka Jeyapalan | Kristen Bartlett     | 13 de septiembre de 2024      |
| 3   | «Burn Bridges»       | Renuka Jeyapalan | Mara Vargas Jackson  | 13 de septiembre de 2024      |
| 4   | «Settle»             | Shahrzad Davani  | Halsted Sullivan     | 13 de septiembre de 2024      |
| 5   | «Trust No One»       | Tiffany Johnson  | Marquita J. Robinson | 20 de septiembre de 2024      |
| 6   | «Let Fear Win»       | Shahrzad Davani  | Jen Regan            | 20 de septiembre de 2024      |
| 7   | «Kill Your Darlings» | —                | Vera Santamaria      | 27 de septiembre de 2024      |
| 8   | «Get Lost»           | —                | Natasha Rothwell     | 27 de septiembre de 2024      |

## Producción

### Desarrollo
How to Die Alone fue creada por Natasha Rothwell, conocida por sus papeles en Insecure y The White Lotus, y Vera Santamaria. Ambas son también productoras ejecutivas junto con Jude Weng y Desiree Akhavan. Las compañías de producción involucradas en la serie son Onyx Collective, ABC Signature, y Big Hattie Productions. Rothwell declaró que quería «explorar realmente la diferencia entre la soledad y estar solo» en la serie. En noviembre de 2022, se anunció que How to Die Alone había sido seleccionada por Onyx Collective para una serie de ocho episodios protagonizadas por Rothwell.

### Casting
Los miembros del elenco se anunciaron en febrero de 2023. Conrad Ricamora, Jocko Sims, y Keilyn Durrel Jones se unieron al elenco principal de la serie, y Bashir Salahuddin fue anunciado como un invitado.

## Lanzamiento
How to Die Alone se estrenó en Hulu en los Estados Unidos el 13 de septiembre de 2024 con el estreno de los cuatro primeros episodios, después se estrenarán episodios semanalmente. La serie se estrenará internacionalmente en la sección Star en Disney+, siendo en América Latina también el 13 de septiembre de 2024.